# Caesio varilineata
Caesio varilineata (Carpenter, 1987) è un pesce osseo marino appartenente alla famiglia Caesionidae..

## Distribuzione e habitat
C. varilineata è endemico delle fasce tropicali dell'oceano Indiano dall'Africa orientale e le Seychelles a Sumatra. È presente anche nel mar Rosso e nel golfo Persico. In seguito alla migrazione lessepsiana è penetrato nel mar Mediterraneo orientale dove si trova lungo le coste egiziane.
È un pesce pelagico costiero che forma banchi a mezz'acqua sopra le formazioni coralline. Lo si trova nelle lagune più profonde e lungo il bordo esterno delle barriere coralline. È più comune lungo le coste delle isole che sulle coste continentali.
È riportata una distribuzione batimetrica tra 2 e 25 metri.

## Descrizione
C. varilineata ha corpo fusiforme e poco compresso ai lati, bocca abbastanza piccola e occhi grandi. La pinna dorsale è lunga, con 10 raggi spinosi e 15 molli; la pinna anale, più breve, ha 3 raggi spiniformi e 12 molli. La pinna caudale è profondamente forcuta e i lobi sono appuntiti. La colorazione è blu-verde su dorso e fianchi e biancastra nella regione ventrale; sui fianchi decorrono alcune (normalmente 6) strisce dorate longitudinali che scompaiono o si affievoliscono notevolmente dopo la morte dell'animale. Le punte dei lobi della pinna caudale sono nere e una piccola macchia nera è presente all'ascella delle pinne pettorali.
La taglia massima nota è di 40 cm.

## Biologia

### Comportamento
Forma banchi numerosi a mezz'acqua, talvolta con altre specie di Caesionidae.

### Alimentazione
Si nutre di zooplancton.

### Riproduzione
Produce numerose uova pelagiche di piccole dimensioni.

## Pesca
Non è oggetto di pesca specifica ma costituisce un frequente bycatch di altre tecniche come lenze, reti da posta e nasse. È comunemente presente sui mercati ittici specie dell'Africa orientale e di Sri Lanka. I giovanili vengono usati come esca per i tonni nelle Maldive e nelle Laccadive.

## Conservazione
Si tratta di una specie comune o abbondante in gran parte dell'areale ma si sono evidenziate alcune situazioni di rarefazione e di decrescita della taglia media in aree dove è sottoposto a sovrapesca come nella parte meridionale del golfo Persico e in Kenya. Un'altra possibile minaccia è costituita dalla degradazione dell'habitat corallino. È invece molto comune in aree dove non è sfruttato come il mar Rosso o l'Oman. La lista rossa IUCN la classifica come "a rischio minimo".